# El código Moisés
El Código Moisés es un documental del género nueva era de James F. Twyman. Su mayor aporte es intentar mostrar el secreto del código expresado por Dios a Moisés cuando éste dijo: Yo Soy el que Yo Soy. Si bien se explica cómo interpretar esta oración: se trata de colocar una coma (,) en el lugar adecuado: Yo Soy el que, Yo Soy. Según el documental, en el que varias personalidades, visionarios, maestros espirituales y escritores expresan, la clave de la vida está en la adecuada interpretación y uso de esta oración, a través de la cual se puede llegar a la conexión con el todo o Dios.